# برايان بيفان (لاعب دوري الرغبي)
برايان بيفان (بالإنجليزية: Brian Bevan)‏ هو لاعب دوري الرغبي أسترالي، ولد في 24 يونيو 1924 في بوندي ‏ في أستراليا، وتوفي في 3 يونيو 1991 في ساوثبورت ‏ في المملكة المتحدة.